# Idrijski žlikrofi
Gli Idrijski žlikrofi (ravioli di patate di Idria) sono una pasta ripiena a forma di cappello tipica di Idria, in Slovenia.
I ravioli di Idria sono preparati con un impasto di patate e altri ingredienti avvolto da un fagottino di pasta sfoglia, e sono spesso serviti con un sugo di carne (o come contorno del gulasch) oppure da soli come primo piatto, nel qual caso sono conditi con il pangrattato.
Gli Idrijski žlikrofi hanno ottenuto nel 2010 il primo riconoscimento sloveno di specialità tradizionale garantita da parte dell'Unione europea.

## Storia
La ricetta risale alla metà del XIX secolo e rimane uno dei piatti sloveni più popolari.
L'origine degli Idrijski žlikrofi non è nota, tuttavia pare che siano stati introdotti da Ivan Wernberger nel 1814, di ritorno dalla Transilvania ungherese. Dopo alcuni anni, seguendo simili ricette boeme e viennesi (come ad esempio quella degli Schlickkrapferl), gli žlikrofi si andarono ad affinare, divenendo così il piatto più famoso di Idria.

## Preparazione
La pasta viene preparata mescolando farina, uova e acqua o latte, fino ad ottenere un panetto di impasto soffice ed elastico, che viene spalmato d'olio, coperto e lasciato riposare.
Nel frattempo si prepara il ripieno: le patate bollite vengono schiacciate e aggiunte ad un soffritto di cipolla e lardo (oppure pancetta affumicata tritata), poi aggiustato con sale, pepe nero ed erbe aromatiche (erba cipollina e maggiorana). Il ripieno viene porzionato in piccole palline disposte sui quadretti di pasta sfoglia (precedentemente spianata fino ai 2 millimetri di spessore e tagliata), che viene poi ripiegata con forma simile a un cappello od orecchio, con i bordi sigillati.
Gli žlikrofi vengono infine cotti in acqua salata bollente e serviti subito. Tradizionalmente vengono conditi con la bakalca, cioè un sugo di carne ovina e verdure.